# Torneko no Daibōken 2: Fushigi no Dungeon
Dragon Quest Characters: Torneko no Daibōken 2 - Fushigi no Dungeon (ドラゴンクエスト・キャラクターズ トルネコの大冒険2 ～不思議のダンジョン～, Torneko: The Last Hope aux États-Unis) est un jeu vidéo réalisé par le développeur Chunsoft en 1999 pour l'éditeur japonais Enix.
Pour ce jeu, plus de 150 personnages inédits ont été dessinés par Akira Toriyama.

## Synopsis
Nous retrouvons Torneko, notre commerçant grassouillet préféré, toujours en quête d'argent. Dans ce jeu, Torneko veut encore plus s'enrichir.

## Accueil
- Joypad : 5/10[2]